# Vrbitsa
Vrbitsa ou Vrbica (en macédonien Врбица) est un village de l'est de la Macédoine du Nord, situé dans la municipalité de Tchéchinovo-Obléchévo. Le village comptait 12 habitants en 2002.

## Démographie
Lors du recensement de 2002, le village comptait :
- Macédoniens : 10
- Valaques : 2